# Freie Universität (Thielplatz) (Berlins tunnelbana)
Freie Universität (Thielplatz) en station på linje U3 i Berlins tunnelbana. Tunnelbanestationen har liksom Thielpark och Thielallee som ligger i anslutning till stationen fått sitt namn efter Hugo Thiel. Stationen öppnades 1913 och var då ändstation på sträckan. 
Stationen byggdes i samband med byggandet av Wilmersdorf-Dahlemer-Untergrundbahn - dagens linje U3. I samband med byggandet av stationen grävde man fram ett flyttblock som vägde 50 ton och därmed var Berlins största. Det tog 14 dagar innan man lyckades förflytta blocket till en plats där det fortfarande befinner sig. 

## Galleri

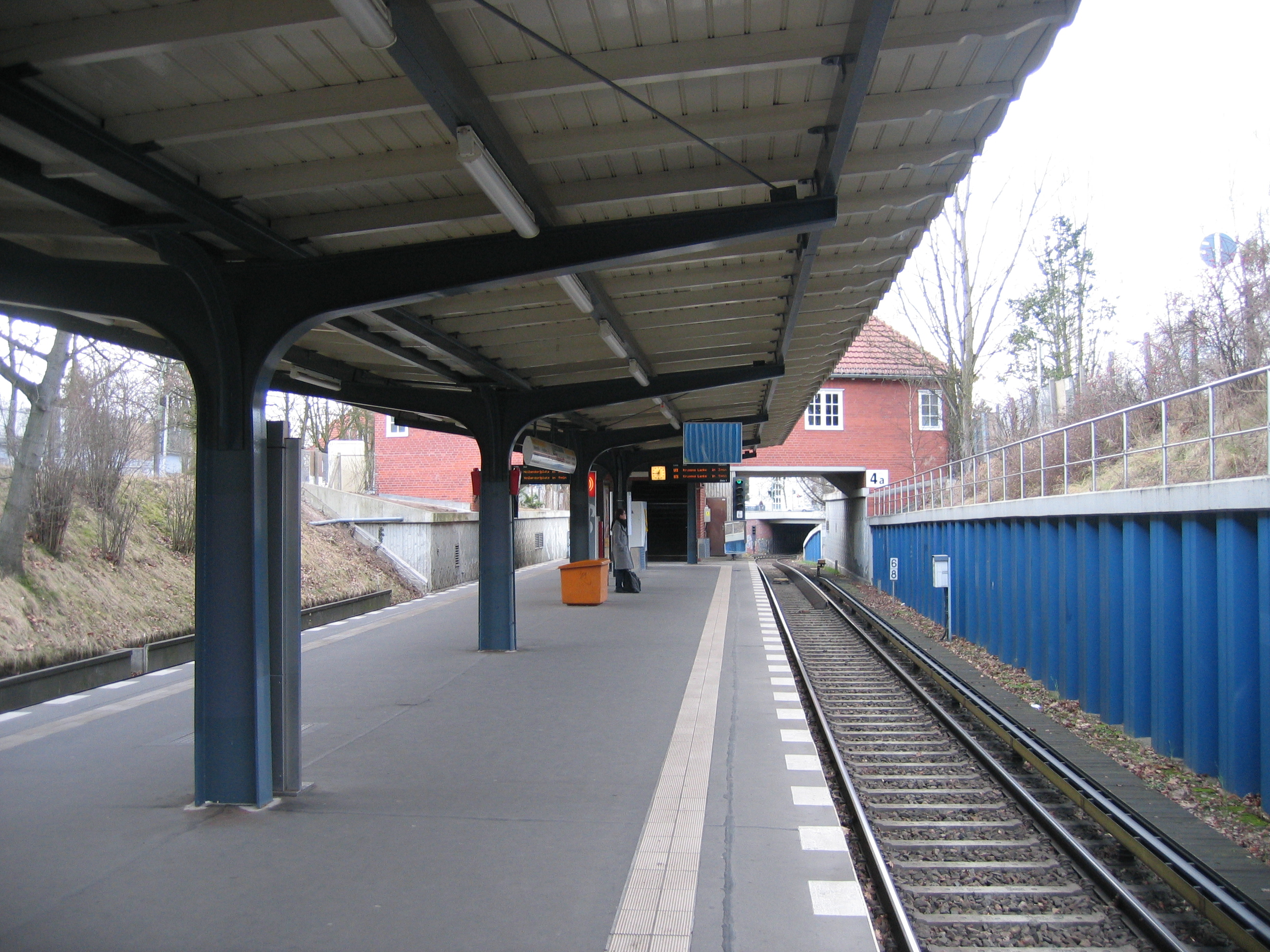
Perrong
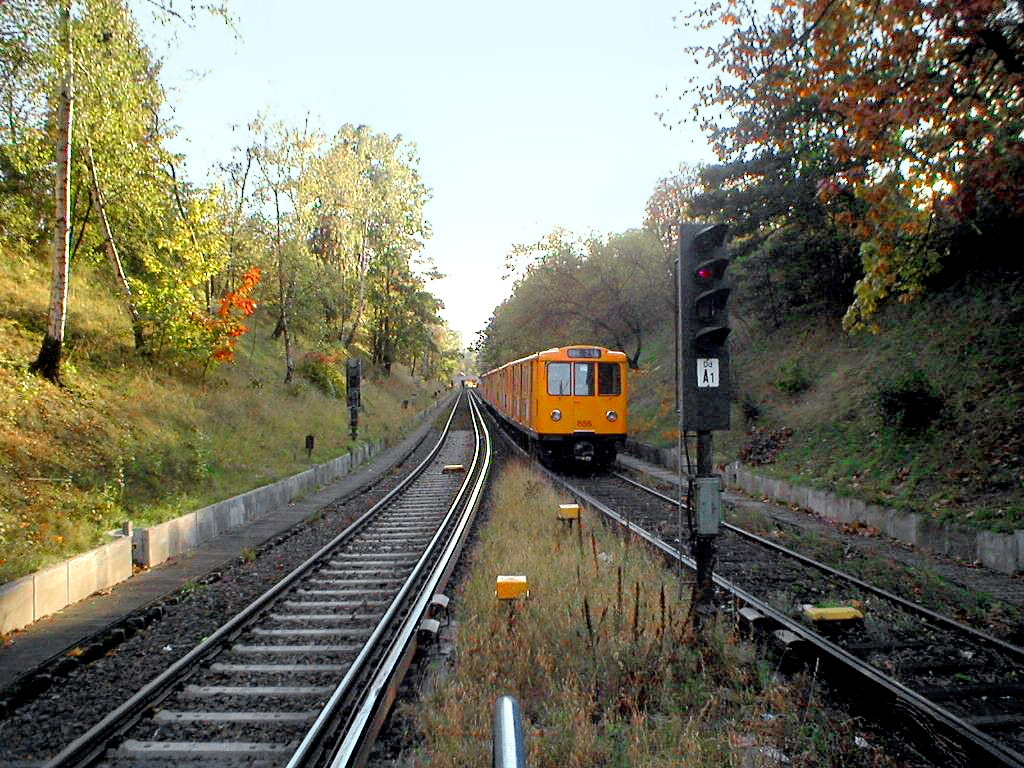
Perrong
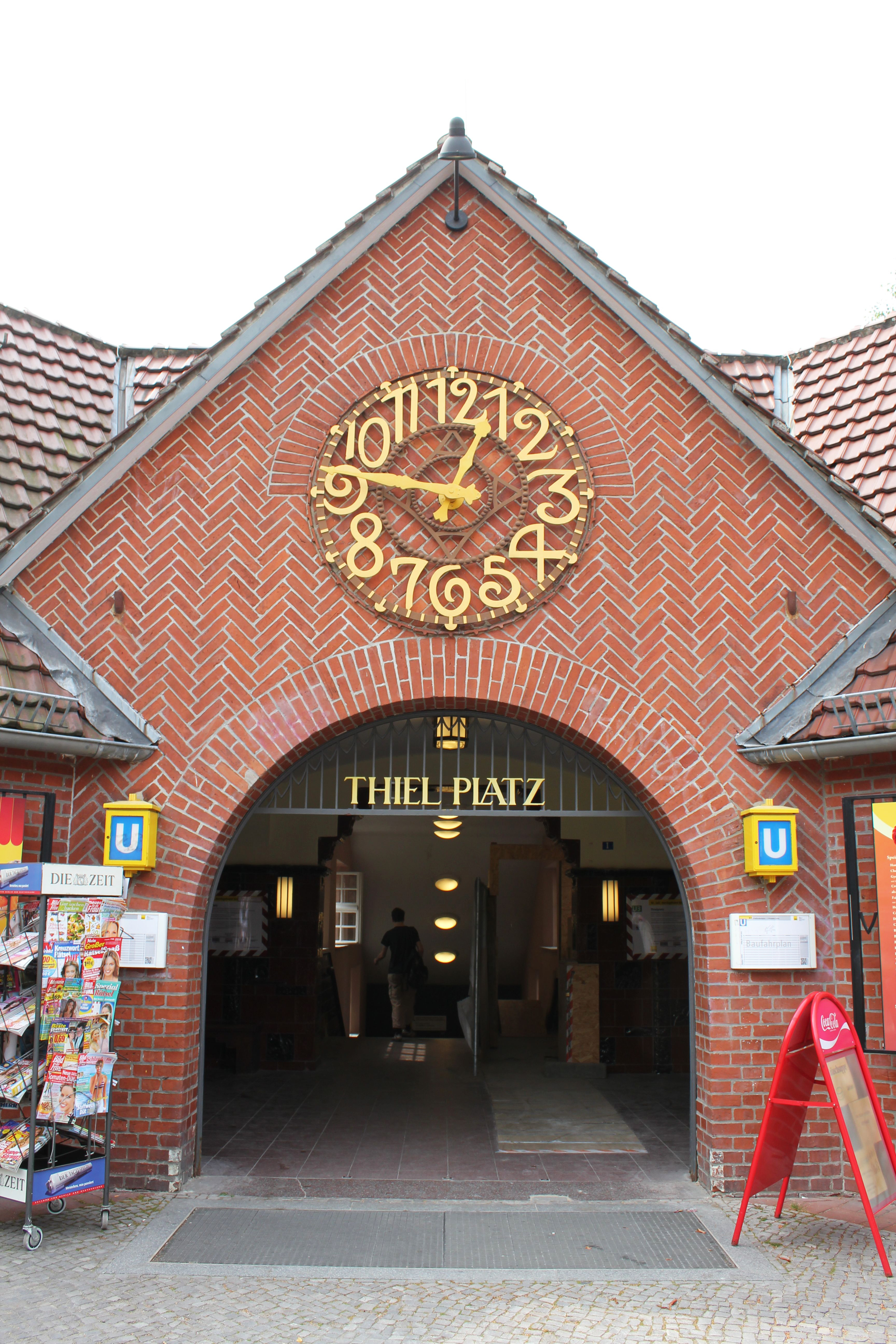
Ingång